# استخلاص كهربائي

تنقية كهربائية للنحاس

الاستخلاص الكهربائي  هو نوع من أنواع الترسيب الكهربائي للفلزات من خاماتها الموجودة في محلول وبتطبيق جهد كهربائي مدروس من أجل إزالة الشوائب، وحينها تسمى العملية باسم تنقية كهربائية (أو تكرير كهربائي).
يستخدم أسلوب الاستخلاص الكهربائي في تنقية الفلزات مثل النحاس أو السيلينيوم.